# Haploa fulvicosta
Haploa fulvicosta là một loài bướm đêm thuộc phân họ Arctiinae, họ Erebidae.